# Anna Csiki
Anna Júlia Csiki (14 novembre 1999) è una calciatrice ungherese, centrocampista del Tottenham e della nazionale ungherese.

## Carriera

### Club
Csiki inizia l'attività agonistica nel 2005 vestendo la maglia delle giovanili del Mustang SE fino al 2012.
Nel 2012 si trasferisce al Ferencváros, giocando inizialmente nelle sue formazioni giovanili.
Nella primavera del 2015 viene ceduta in prestito al Kóka KSK dove gioca fino al gennaio 2017, quando fa ritorno al Ferencvárosi e viene inserita in rosa con la squadra titolare che disputa la Női Nemzeti Bajnokság I, livello di vertice del campionato ungherese femminile di calcio. In questo periodo condivide con le compagne la conquista di tre Coppe d'Ungheria, nelle stagioni 2016-2017, 2017-2018 e 2018-2019, e in quest'ultima aggiudicandosi anche il double campionato-coppa. Grazie a questo risultato ha l'opportunità di debuttare in UEFA Women's Champions League nella stagione 2019-2020, giocando due dei tre incontri nella fase preliminare di qualificazione e dove la sua squadra, inserita nel gruppo 5, sebbene avesse chiuso il girone con 2 vittorie e un pareggio, 2-2 con le serbe dello Spartak Subotica, deve cedere il passaggio del turno a queste ultime per la migliore differenza reti.
Nel giugno 2020 il Ferencváros ha annunciato che Csiki avrebbe lasciato la squadra per trasferirsi al Kopparbergs/Göteborg.
Arrivata alla società di Göteborg a stagione inoltrata, fa il suo debutto in Damallsvenskan, massima divisione svedese di categoria, il 28 giugno, nell'incontro vinto per 5-1 sulle avversarie del Kristianstads DFF, rilevando all'81' Julia Zigiotti Olme e dove è anche autrice della sua prima rete, quella che all'89' fissa il risultato sul definitivo 5-1. Al termine della sua prima stagione nella nazione scandinava matura 15 presenze in campionato e festeggia con le compagne il titolo di Campione di Svezia.
La stagione successiva resta legata alla società che, dopo aver preso inizialmente la decisione di sciogliere la prima squadra, prima ritorna sui suoi passi e prima dell'inizio della stagione si accorda con il Bollklubben Häcken per diventarne la sezione femminile. Csiki è tra le giocatrici che entrano in rosa con la nuova squadra, che con i nuovi colori rileva il Kopparbergs/Göteborg nell'edizione 2020-2021 della Coppa di Svezia aggiudicandosi il trofeo battendo in finale l'Eskilstuna United con il risultato di 3-0.

## Palmarès

### Club
- Campionato svedese: 1

Kopparbergs/Göteborg: 2020
- Campionato ungherese: 1

Ferencváros: 2018-2019
- Coppa di Svezia: 1

Häcken: 2020-2021
- Coppa di Ungheria femminile: 3

Ferencváros: 2016-2017, 2017-2018, 2018-2019